# Violette Leduc
Violette Leduc (* 7. April 1907 in Arras, Département Pas-de-Calais; † 28. Mai 1972 in Faucon, Département Vaucluse) war eine französische Schriftstellerin.

## Leben und Wirken
Violette Leduc war die uneheliche Tochter des Dienstmädchens Berthe Leduc und des wohlhabenden André Debaralle. Der Vater erkannte seine Tochter nicht an. Sie wuchs in ärmlichen Verhältnissen auf. 1913 traf Berthe Ernest Dehous, sie zogen nach Valenciennes. Die junge Violette litt unter ihrer selbst empfundenen Hässlichkeit und der übertriebenen Fürsorge ihrer Mutter. Sie entwickelte eine tiefe Freundschaft zu ihrer Großmutter Fidéline und zu ihrer Tante Laure.
Ihre schulische Ausbildung begann 1913 und wurde durch den Ersten Weltkrieg unterbrochen. Ab 1918 besuchte sie ein Internat in Valenciennes. 1924 wechselte sie auf das Internat nach Douai, wo sie lesbische Beziehungen zu einer Mitschülerin und der jungen Musiklehrerin Denise Hertgès hatte. 
Hertgès verlor daraufhin ihre Stelle. Wenig später, als der darauffolgende Briefwechsel zwischen den beiden jungen Frauen aufflog, wurde auch Leduc der Schule verwiesen. 
1926 zog die Familie nach Paris. Violette besuchte das Lycée Racine (8. Arr.), fiel aber im selben Jahr beim Abitur durch. Sie begann als Telefonistin zu arbeiten sowie als Sekretärin für den Verlag Plon. Über Jahre schrieben sich Leduc und Hertgès täglich Briefe und trafen sich wann immer möglich. Als Hertgès eine Versetzung nach Paris gelang, zogen die beiden Frauen in eine gemeinsame Wohnung. Insgesamt dauerte die Beziehung 9 Jahre. 1938 lernte Leduc Maurice Sachs kennen, der sie ermutigte, zu schreiben. Am 14. Oktober 1939 heiratete sie Jacques Mercier, den sie schon 1927 kennengelernt hatte. Das Paar trennte sich aber bald darauf wieder aufgrund von Unstimmigkeiten. Es folgte die Scheidung und eine Abtreibung. Während des Krieges schrieb sie für verschiedene Frauenmagazine und Modehäuser. Im Februar 1945 übergab sie ihr Manuskript L’Asphyxie an Simone de Beauvoir. Aus diesem Kontakt entwickelte sich eine lebenslange Freundschaft. Im Mai 1946 wurde L’Asphyxie beim Verlag Gallimard veröffentlicht, in einer Reihe, die Albert Camus herausgab. Jean-Paul Sartre, Jean Cocteau und Jean Genet würdigten das Werk.
Im Mai 1954 veröffentlichte Leduc den Roman Ravages, in dem sie ihre Abtreibung genauestens beschrieb. Der erste Teil fiel der Zensur zum Opfer, da sie hier die lesbische Liaison zwischen zwei Schülerinnen im Internat schilderte. Dieser Teil erschien erst 1966 unter dem Titel Thérèse et Isabelle bei Gallimard in einer zensierten Version. „Weibliche Sexualität, Abtreibung, Vaterlosigkeit: sie ließ kein Tabuthema jener Zeit unberührt. Kaum eine Schriftstellerin hat mit solcher Unverblümtheit ihre sexuellen Sehnsüchte und Erniedrigungen beschrieben.“ Erst im Jahr 2000 erschien Thérèse et Isabelle in seiner ursprünglichen, unzensierten Version in Frankreich; die deutsche Übersetzung der unzensierten Fassung im Jahr 2021.
Im Jahr 1964 erschien ihr bekanntestes Buch, die Autobiografie La Bâtarde, für das sie für den Prix Goncourt nominiert wurde. 1968 wurde Thérèse et Isabelle von Radley Metzger verfilmt. Am 17. Juni 1968 musste Violette Leduc die linke Brust entfernt werden. Im Juni 1969 ließ sie sich endgültig in Faucon, im Département Vaucluse, nieder. Am 28. Mai 1972 verstarb sie nach zwei Operationen an den Folgen ihrer Brustkrebserkrankung im Alter von 65 Jahren in Anwesenheit eines Freundes.
Im Jahr 2013 erschien der biografische Film Violette des französischen Regisseurs Martin Provost, der Leducs Leben zwischen den 1940er- und 1960er-Jahren beleuchtet. Die Rolle der Violette Leduc übernahm Emmanuelle Devos.

## Werke
- L’Asphyxie. Gallimard, Paris 1991, ISBN 2-07-071217-6 (EA Paris 1946).
- L’affamée. Gallimard, Paris 2013, ISBN 978-2-07-036643-9 (EA Paris 1948).
- Ravages. Gallimard, Paris 1994, ISBN 2-07-023833-4 (EA Paris 1955).
- La vieille fille et le mort. Gallimard, Paris 1994, ISBN 2-07-023834-2 (EA Paris 1958).
- Trésors à prendre, suivi de Les Boutons dorés. Gallimard, Paris 2000, ISBN 2-07-037039-9 (EA Paris 1960).
- La Bâtarde. Gallimard, Paris 1990, ISBN 2-07-036041-5 (EA Paris 1964).
  - deutsch: Die Bastardin. Neuausgabe. Piper, München 1990, ISBN 3-492-11189-0 (EA München 1967).
- La Femme au petit renard. Gallimard, Paris 1976 (EA Paris 1965).
  - deutsch: Die Frau mit dem kleinen Fuchs. In: Thérèse und Isabelle. Piper, München 1967, 190 S.
- Thérèse et Isabelle. Gallimard, Paris 1966.
  - deutsch: Therese und Isabelle. Neuausgabe. Piper, München 1990, ISBN 3-492-11189-0, 143 S.
- La Folie en tête. Gallimard, Paris 1994, ISBN 2-07-073901-5 (EA Paris 1970).
- Le Taxi. Gallimard, Paris 1999, ISBN 2-07-027980-4 (EA Paris 1971).
- La Chasse à l’amour. Gallimard, Paris 2000, ISBN 2-07-075933-4 (EA Paris 1973).